# Как оно есть
«Как оно есть» (англ. How It Is) — роман ирландского писателя, поэта и драматурга Сэмюэл Беккет. Впервые опубликован во Франции в 1961 году. В 1964 году издательство The Grove Press издало перевод на английский язык.
Роман представляет собой монолог рассказчика о том, как он карабкается в бесконечной грязи, вспоминая свою жизнь, поделенную на три периода. Тема романа — борьба физического и духовного. Аналогия с «Чистилищем» в «Божественной комедии» Данте Алигьери.

## Сводка
Название является буквальным переводом французской фразы comment c’est — как оно есть.
Текст разделен на три части:
1. «До Пим» — одинокий рассказчик путешествует в темноте, пока он не встречает другое существо, как и он сам, таким образом, образуя «пару».
2. «С Пим» — рассказчик неподвижен в темноте, до тех пор, пока он не будет оставлен Пим.
3. «После Пим» — рассказчик возвращается к своему прежнему одиночеству, но без движения в темноте.
В письме (6 апреля 1960) Дональду Маквинни Беккет объяснил свой странный текст как произведение про «„человека“, который лежал тяжело дыша, в грязи и темноте, бормоча о своей жизни, о том, как он слышит туманно произносимый голос у него внутри … шум его, тяжелое дыхание наполняют его уши».

## Влияние на искусство
Роман вдохновил скульптора Мирослава Балки на создание одноимённой скульптуры, которая находится в Турбинном зале Современной галереи Тейт в Лондоне.